# 小果菝葜
小果菝葜（学名：Smilax davidiana）为百合科菝葜属下的一个种。

## 扩展阅读
- 維基物種上的相關：小果菝葜